# S"ezžaja
La S"ezžaja' (in russo Съезжая?) è un fiume della Russia, affluente sinistro della Samara. Scorre nei rajon Alekseevskij, Neftegorskij e Bogatovskij dell'oblast' di Samara.
Il fiume scorre in direzione settentrionale e sfocia nella Samara presso il villaggio di Maksimovka. Ha una lunghezza di 107 km, l'area del suo bacino è di 1640 km². Appartiene al bacino del Basso Volga.